# 鹿特丹布萊克車站
鹿特丹布萊克車站（荷蘭語：Station Rotterdam Blaak）是位於荷蘭鹿特丹，布雷達-鹿特丹鐵路上的一座鐵路車站，可轉乘鹿特丹地鐵。

## 歷史
最初的車站於1877年開放，1940年，在二戰的炸彈襲擊中，車站大樓被毀。第二代站房於1953年啟用，1972年因修建地鐵線路而被拆除；1982年5月6日，地鐵站開通。
1993年9月15日，由建築師哈里·賴恩德斯設計的新車站啟用了，並由碧翠絲女王進行啟用儀式。建築最大特色為直徑35米的巨型圓盤屋頂。

## 周邊

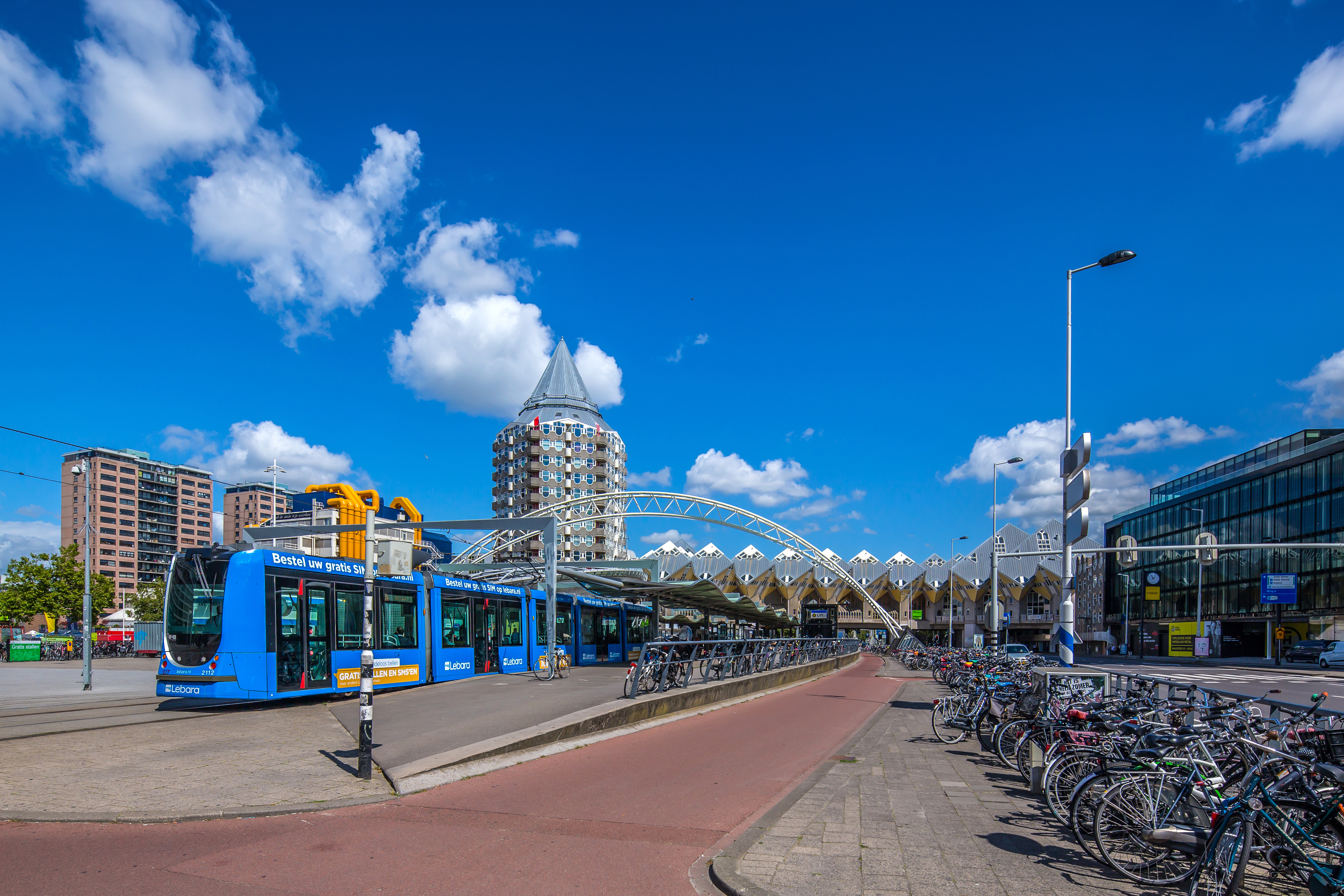
布萊克車站周邊，可見方塊屋、布萊克塔、鹿特丹中央圖書館等建築

布萊克車站鄰近許多鹿特丹的知名特色建築，如方塊屋、布萊克塔（俗稱鉛筆屋）、市場大廳、鹿特丹中央圖書館。